# Ichang-Zitrone

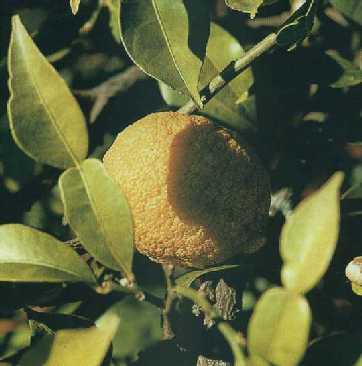
Gelbe, schlanke Ichang-Papeda-Fruchtform

Die Ichang-Zitrone oder Ichang-Papeda (Citrus ichangensis) ist eine Pflanzenart aus der Familie der Rautengewächse (Rutaceae). Sie gehört zu der Untergattung Papedocitrus mit stark vergrößerten Blattstielen. Sie dient in China als schwachwachsende Veredelungsunterlage für Orangen.

## Herkunft
Als wilde Art in westlichen zentral- und südwestlichen China in Höhenlagen von bis zu 2400 m vorkommend, ist die Ichang-Papeda die frosthärteste immergrüne Zitrusart (siehe dazu auch frostharte Zitruspflanzen). Benannt ist sie nach der Stadt Yichang (Wade-Giles: I-ch'ang) in der chinesischen Provinz Hubei.

## Beschreibung
Die immergrünen Sträucher, welche über 100 Jahre alt werden können, erreichen Wuchshöhen von bis zu 3,5 Metern. Auffällig an dieser Art sind die verlängerten, ein Blatt vortäuschenden Blattstiele, welche die gleiche Größe wie das eigentliche Blatt aufweisen. Blatt und Stiel sind spiegelverkehrt gleich groß; zusammen sind sie zirka 7 bis 11 cm lang und 2 bis 2,5 cm breit. Das Blattende ist stark zugespitzt.
Die leicht duftenden, großen und wachsig dicken Blüten besitzen zu einer Röhre zusammengewachsene Staubgefäße und hängen glockenförmig nach unten. Sie erscheinen einzeln oder maximal zu dritt in den Blattachseln der Vorjahrestriebe und sind bereits im Herbst als kleine Knospe zu erkennen.
Die Früchte sind wie kleine Zitronen oder Mandarinen; es existieren längliche und breit-flache Fruchtformen. Die Farben sind Gelb (bei länglicher Form) bis Gelborange oder Orange (bei Mandarinenform). Die Schale ist oft leicht riffelig. Die Frucht ist je nach Typ saftlos nur mit weißer Pulpe, oder saftig mit sauer-bitterlichem Geschmack.
Die Samen sind je nach Typ bis zu 60 Stück pro Frucht; sie sind sehr groß, monoembryonisch und zygotisch. Bei guter Bestäubung füllen die Samen die Frucht voll aus und verdrängen die Saftschläuche nahezu komplett. Die Samen aller sieben bekannten, wild vorkommenden Typen sind monoembryonisch, haben also nur einen Embryo (Keimling) pro Samen. Die sieben Wildformen unterscheiden sich hauptsächlich in Fruchtform, -farbe und -größe.
Die Chromosomenzahl beträgt 2n = 18.

## Ökologie
Die Ichang-Papeda bildet sehr leicht Hybriden und eignet sich daher gut zur Zucht. Sie ist die frosthärteste immergrüne Art aus der Gattung der Zitruspflanzen (Citrus) und übersteht Temperaturen bis −15 °C.

## Systematik
Es existieren zwei schon jahrtausendealte Hybriden aus unterschiedlichen Kreuzungen:
Citrus ichangensis × Citrus reticulata var. austera ?, auch Citrus junos, Yuzu genannt, (Hybriden aus Ichangensis mit Mandarinen werden Ichandarin genannt) und Citrus ichangensis × Citrus maxima var.? Hu, auch Citrus wilsonii Tan., englisch „Ichang Lemon“ genannt. Beide haben gut verwertbare Früchte und Yuzu wird neuerdings von der feinen Küche immer öfter verwendet.
In der neueren Zeit sind einige Hybriden neu gezüchtet worden, z. B. eine Ichangquat (Citrus ichangensis × Fortunella margarita); alle Hybriden zeichnen sich durch ausgesprochene Frosthärte aus.

## Verwendung
In China wird die Ichang-Papeda als schwach wachsende, kompatible Veredelungsunterlage für Orangen genutzt.